# 李濤 (莒國公)
李濤，字信臣，京兆萬年人，唐高祖叔父郇王李祎十世孫，唐朝宰相李回从曾孙，五代、宋朝官员。

## 生平

### 後唐、後晋時期
後唐天成初年，舉進士甲科出身，自晉州從事拜監察御史，升右補闕。后晋天福初年，改為考功員外郎、史館修撰，期間勸阻石敬瑭不要把張繼祚滅族，獲接納。后奉詔為宋州括田使，遷浚儀令。后改為比部郎中、鹽判官，改刑部郎中。
當時張彥澤杀害記室張式并夺其妻，張式家人詣闕上訴。石敬瑭认为張彥澤有军功，沒有治他的罪。李濤伏閣抗疏，請置於法，被石敬瑭怒叱，但李濤仍然堅持追究張彥澤，使得石敬瑭最終改變主張，罷免張彥澤節制。石敬瑭駕崩后，李濤因不赴臨而被追究停職。不久，起用為洛陽令，遷屯田職方郎中、中書舍人。契丹滅後晉時，已投降的張彥澤帶領騎兵入汴梁，恣行殺害。人們都為李濤安危擔憂，李濤則直入張彥澤帳謁見。張彥澤問：“您害怕么？”李濤回答道：“今天我的恐懼，正如您昔日時的恐懼一樣。如果先皇聽從我的進言，怎麼會有今天的事呢？”張彥澤大笑，命給酒對酌，李濤神氣自若。

### 後漢、後周時期
劉知遠起義抵達洛河，李濤從汴梁帶來百官表書迎接，劉知遠問京師財賦，自從契丹人離去後還剩下多少，濤具對稱旨，劉知遠嘉獎他。之後，命為翰林學士。杜重威在鄴都叛變時，后漢高祖劉知遠命高行周、慕容彥超兩將討伐，但兩帥不合。李濤密疏請劉知遠親征，劉知遠看後，認為其能夠擔任宰相，於是拜為中書侍郎兼戶部尚書、平章事。後漢隱帝劉承祐繼位，楊邠、郭威共掌機密，史弘肇握兵柄，與武德使李鄴等中外爭權，互作威福相爭。李濤上疏請外派楊邠等外出鎮守，以清理朝政。隱帝不能下決定，於是向李太后說，而李太后則直接告訴楊邠等人。於是李濤反被楊邠排擠，罷免相職歸第。之後命楊邠為宰相兼樞密使。之後後周太祖郭威率兵謀反，太后倉惶落淚道：“當初不聽李濤的進言，致使國家滅亡。”
後周初年，起用為太子賓客，歷任刑部尚書、戶部尚書。周世宗柴榮去世后，擔任山陵副使。恭帝柴宗訓繼位后，封為莒國公。

### 宋朝時期
宋朝初年，拜為兵部尚書。建隆二年，李濤得病。當時有軍校尹勳主持浚通五丈河，陳留丁壯趁夜逃散，尹勳擅斬隊長陳琲等十人、杖丁夫七十人等一百下，并切下其左耳。李濤聽聞后，力疾草奏，請求斬尹勳以向百姓謝罪。家人對李濤稱：“您一直在生病，宜自愛養，朝廷的事情就先擱置吧。”李濤憤怒地說：“人都會有一死，但我身為兵部尚書，坐視軍校無辜殺人，怎麼能不上奏？”宋太祖趙匡胤看後嘉獎，命削奪尹勳官爵，發配許州。李濤六十四歲時去世，贈右仆射。